# Krzysztof Rudol
Krzysztof Rudol (ur. 30 czerwca 1957 w Krakowie), prof. AGH, polski matematyk.

## Działalność naukowa
Najważniejsze wyniki naukowe Krzysztofa Rudola dotyczą teorii spektralnej ograniczonych operatorów liniowych. Uzyskane przez niego twierdzenia o odwzorowaniu widm (łącznych) stanowiły pierwsze tego typu wyniki dla funkcji analitycznych wielu zmiennych z osobliwościami na brzegu. Wyniki te doprowadziły do powstania nowych równoważnych sformułowań problemu korony. Do innych wyników zalicza się skonstruowanie pierwszego modelu funkcyjnego na przestrzeni Hardy'ego w obszarze nieskończenie spójnym dla pewnych operatorów subnormalnych.
Autor 22 publikacji. Był recenzentem 2 prac habilitacyjnych.

## Nagrody i odznaczenia
- 1982 nagroda naukowa (zbiorowa) Sekretarza Naukowego PAN
- 1986 laureat I nagrody w konkursie na stypendium Post-Doctoral Fellowship granted by the Irish Government
- 2001 nagroda Rektora AGH za osiągnięcia dydaktyczne.
- 2003 Srebrny Krzyż Zasługi